# Whippet
Il Whippet è una razza canina britannica riconosciuta dalla FCI (Standard N. 162, Gruppo 10, Sezione 3).

## Storia
La storia del Whippet è relativamente recente se la si confronta con quella degli altri levrieri, alcuni dei quali vantano origini millenarie. Questa razza è stata selezionata nel XIX secolo dagli operai e dai minatori delle aree industriali dell'Inghilterra del Nord, per la caccia alla lepre e al coniglio selvatico. Non si conoscono con precisione le razze che hanno concorso alla formazione del Whippet; in mancanza di fonti scritte e precise sono state formulate delle ipotesi che a volte sono diverse e contraddittorie.
Alcuni storici della razza affermano che i minatori avrebbero usato il Piccolo levriero italiano per aumentare la velocità dei loro Fox Terrier, Manchester Terrier e English white terrier, che erano già impiegati per la caccia e avevano più mordente sulla preda. Probabilmente è stato aggiunto anche il Greyhound, in quanto il Piccolo Levriero Italiano non avrebbe potuto dare origine ad una razza di taglia superiore alla sua unito soltanto ai terrier.

Altri specialisti invece ritengono che l'incrocio con i terrier non si sia mai verificato. Se si considera il limitato numero di generazioni in un secolo, risulta improbabile che questo fenomeno sia stato qualcosa in più di un esperimento, perché avrebbe alterato profondamente il patrimonio ereditario della razza e nelle cucciolate si troverebbero alcuni cuccioli atipici.
I risultati di questi incroci, chiamati Whippet (o, a seconda del luogo, Whippert o Whoppet) erano cani veloci e silenziosi, cacciatori a vista dal pelo raso e dal muso allungato.
Nei giorni di festa venivano usati in campagna come cani da corsa su piste d'erba. I cani venivano trattenuti sulla linea di partenza; al momento del via venivano lasciati e iniziavano a correre verso i padroni che, alla fine della pista, li chiamavano agitando un fazzoletto. I cani sfruttavano la loro abilità sulla distanza breve, che è quella necessaria a raggiungere un coniglio prima che raggiunga la sua tana, e la loro resistenza. Spesso nella folla la situazione degenerava e si arrivava a delle vere e proprie risse, ma queste gare ottennero sempre più popolarità; I Whippet gareggiavano anche rincorrendo una finta preda trascinata da una corda che si avvolgeva azionata da un motore. Queste corse finirono per soppiantare le gare di caccia al coniglio.

## Carattere e comportamento
Il Whippet è ideale per la compagnia. Non ha problemi ad adattarsi all'ambiente sportivo e famigliare.Temperamento dolce, affettuoso ed equilibrato. Ha una vista acuta ed è adatto a correre su brevi distanze. È un cane a cui piace vivere molto in ambiente domestico soprattutto per le comodità, è paziente e calmo. Si presta ad essere molto attaccato ai padroni ed è adatto per stare a contatto con i bambini.

## Nella cultura di massa
- Il Piccolo aiutante di Babbo Natale, cane della famiglia Simpson nell'omonima serie animata, è un whippet.
- Il cane protagonista del film cinese Black Dog (2024) è anch'esso un whippet.